# اصل تمام‌نگاری
اصل تمام‌نگار یا اصل هولوگرافیک (به انگلیسی: Holographic principle) انگاشته ای از نظریه ریسمان و فرضیه ای بر اساس خاصیت گرانش کوانتمی است، که بیان می کند حداکثر مقدار محتوای اطلاعات محدود به هر ناحیه‌ای،  یک بیشینه دارد، و این بیشینه نه با حجم ناحیه که با مساحت مرزش متناسب است. بنابراین، به عنوان مثال محتوای اطلاعات درون یک اتاق را حجم اتاق تعیین نمی‌کند، بلکه مساحت دیوارهای پیرامون آن تعیین می‌کند. این اصل از این ایده ناشی شده که طول پلانک یک ضلع از یک مربع است که فقط می تواند حدود یک بیت اطلاعات را نگهداری کند. این محدودیت را در ابتدا فیزیکدان جرارد توفت در سال ۱۹۹۳ مطرح کرد.
این محدودیت برگرفته از ملاحظاتی است که بیان می کنند یک سیاهچاله توسط ِ مساحت سطحِ افق رویدادش تعیین می شود، نه به وسیلۀ حجمِ محصورش. عبارتِ «هولوگرافیک» از قیاسِ هولوگرام گرفته شده است که در آن، تصاویر سه بعدی با انعکاس نور در یک صفحه ی مسطح ایجاد می شوند.
 بر این طریق، جهان فیزیکی را می‌توان یک هولوگرام دانست که اطلاعات آن در افق گرانشی کیهان توصیف شده‌است. 
همچنین این نظریه را به لئونارد ساسکیند و چارلز تورن نیز نسبت می‌دهند.
دقیق‌ترین فرمول‌بندی اصل هولوگرافیک در تناظر ای دی اس/سی اف تی است که توسط نظریه‌پرداز ریسمان، خوان مارتین مالداسنا در سال ۱۹۹۷ میلادی مطرح شد.